# Mickie James
Mickie Laree James (31 August din 1979) este un wrestleră profesionistă și cântăreață americană , care a lucrat pentru Total Nonstop Action Wrestling (TNA) și este mai bine cunoscută pentru timpul său petrecut în WWE. 
Printre realizările sale, se află cinci campionate Women's Championship, unul ca WWE Divas Championship , și trei ca Campionană Feminină din TNA. Din acest motiv, James este prima și singura femeie care a obținut cele trei campionate feminine din WWE și TNA (Women's, Dive și Knockouts).
De asemenea este cântăreață de muzica country A lansat primul său single, "Tu Ești Cu Mine?. Primul său album, Străini Și Îngeri, a fost lansat pe 18 mai din 2010. Pe 7 May, 2013 și-a lansat al doilea album Cineva"Să Plătească.

## Viața Personală
Mickie James a fost crescută la o fermă cu sora ei Latoya în Montpelier, Virginia. Ca o fetiță, vedea in weekend spectacole cu cai. James a început sa meargă pe cal când avea unsprezece ani, după ce bunica sa i-a cumparat unul. James a fost, de asemenea, un fan de wrestling de cand era mică. Luptatori ei preferați erau Randy Savage, Ricky Steamboat și Ric Flair.
Mickie James are trei cai numiți Rhapsody, Bunny și Casanova. După ce și-a terminat cariera de lupte, James intenționează să dețină o fermă și de a fi un antrenor de cai. De asemenea, are doi câini, unul pe nume Butch și altul Elvis.
James are două tatuaje: pe gleznă, un simbol asiatic care vrea să spună "dragoste", alături de un dragon care are aproximativ același, în ultima vreme tatuat un arc pe încheietura mâinii. A recunoscut, de asemenea, fiind un fan de fotbal american și mai ales a echipei Dallas Cowboys.
A fost iubita luptătorului Kenny Dykstra și a lui Nick Aldis, mai bine cunoscut sub numele de Magnus. Apoi acest ultim prin intermediul twitter-ului a precizat că nu au mai fost împreună pentru a evita speculațiile. Cu toate acestea, mai târziu au revenit și a anunțat că așteaptă un copil. În cele din urmă, pe 25 septembrie 2014, ea a dat naștere la primul ei copil, Patrick Donovan Aldis, În 2016, împreună cu Melina a declarat că nu sa certat cu ea în WWE, ci ca au fost ca două surori și că le-a plăcut să lucreze împreună, o perioadă scurtă de timp mai târziu a avut o apariție într-o companie independentă de lupte, unde Mickie este atacată de Melina și aceasta din urmă de Victoria, acesta fiind ultimul său loc de muncă împreună din 2009.

## În Wrestling
- Manevre de final
  - Long Kiss Goodnight (un sărut, a procedat la o Mick Kick) - perioada 2007-2008. 
  - Mick Kick (Reverse roundhouse kick) - 2005-prezent.
  - Mickie-DT (WWE/TNA) / Benedict DDT (Sărituri, Stading tornado sau Scufundări tornado DDT) - 2005-prezent.
  - Chick Kick (lovitură) – 2005-2006 - a Adoptat de la Trish Stratus.
  - Stratusfaction (Sprinboard bulldog) -2005- 2006 - Adoptat la Trish Stratus.

## Campionate și realizări
- Total Nonstop Action Wrestling
  - TNA Knockouts Championship (de 3 ori)
  - TNA World Cup (2013) - cu Christopher Daniels , James Storm , Kazarian si Kenny King.

- World Wrestling Entertainment
  - WWE Women's Championship (de 5 ori)
  - WWE Divas Championship (1 data)

- Pro Wrestling Illustrated
  - PWI Luptătoarea al anului - 2009
  - PWI Luptătoarea al anului - 2011
  - Situat pe locul # 3 în PWI Feminin 50 în 2008.[3]
  - Situat pe locul # 1 în PWI Feminin 50 în 2009.[4]
  - Situat pe locul # 8  în PWI Feminin 50 în 2010.[5]
  - Situat pe  locul # 3 în PWI Feminin 50 în 2011.[6]
  - Situat pe locul # 16 în PWI Feminin 50 în 2012.
  - Situat pe locul # 2 în PWI Feminin 50 în 2013.